# Ronde van Italië 2023/Vijftiende etappe
De vijftiende etappe van de Ronde van Italië 2023 werd verreden op 21 mei. Deze etappe werd gewonnen door de Amerikaan Brandon McNulty.

## Koersverloop
Het duurde zo'n 30 kilometer tot de vlucht van de dag was ontstaan. Wederom bestond deze groep uit een groot aantal renners, 17 in totaal. Wederom was Bauke Mollema onderdeel van deze kopgroep. Namens de Belgen was Laurens Huys in de kopgroep aanwezig. Al snel werd duidelijk dat de kopgroep wederom zou uitmaken wie deze etappe zou gaan winnen. Ben Healy, Marco Frigo en Brandon McNulty waren geruime tijd aan kop van de koers. Healy leek de sterkere van het drietal. Hij plaatste meerdere aanvallen maar keer op keer konden de andere twee aansluiten. In een zeer enerverende sprint om de zege, was het McNulty die het sterkste was en de andere twee achter zich liet.
Bruno Armirail blijft leider van het algemene klassement. Ondanks een halve minuut tijdverlies op de favorieten voor de eindzege.

## Uitslagen
| Seregno - Bergamo (195 km) |                   |                          |          |
| Plaats                     | Naam              | Ploeg                    | tijd     |
| Winnaar                    | Brandon McNulty   | UAE Team Emirates        | 5u13'39" |
| 2                          | Ben Healy         | EF Education-EasyPost    | z.t.     |
| 3                          | Marco Frigo       | Israel-Premier Tech      | z.t.     |
| 4                          | Bauke Mollema     | Trek-Segafredo           | + 1'51"  |
| 5                          | Einer Rubio       | Movistar Team            | z.t.     |
| 6                          | Simone Velasco    | Astana Qazaqstan Team    | + 2'26"  |
| 7                          | Andrea Pasqualon  | Bahrain-Victorious       | z.t.     |
| 8                          | Laurens Huys      | Intermarché-Circus-Wanty | + 3'10"  |
| 9                          | Vincenzo Albanese | EOLO-Kometa              | + 4'13"  |
| 10                         | François Bidard   | Cofidis                  | z.t.     |

| Algemeen klassement |                    |                    |           |
| Plaats              | Naam               | Ploeg              | Tijd      |
| Roze trui           | Bruno Armirail     | Groupama-FDJ       | 61u38'06" |
| 2                   | Geraint Thomas     | INEOS Grenadiers   | + 1'08"   |
| 3                   | Primož Roglič      | Jumbo-Visma        | + 1'10"   |
| 4                   | João Almeida       | UAE Team Emirates  | + 1'30"   |
| 5                   | Andreas Leknessund | Team DSM           | + 1'50"   |
| 6                   | Damiano Caruso     | Bahrain-Victorious | + 2'36"   |
| 7                   | Lennard Kämna      | BORA-hansgrohe     | + 3'02"   |
| 8                   | Eddie Dunbar       | Team Jayco AlUla   | + 3'40"   |
| 9                   | Thymen Arensman    | INEOS Grenadiers   | + 3'55"   |
| 10                  | Laurens De Plus    | INEOS Grenadiers   | + 4'18"   |

1e etappe ·
2e etappe ·
3e etappe ·
4e etappe ·
5e etappe ·
6e etappe ·
7e etappe ·
8e etappe ·
9e etappe ·
10e etappe ·
11e etappe ·
12e etappe ·
13e etappe ·
14e etappe ·
15e etappe ·
16e etappe ·
17e etappe ·
18e etappe ·
19e etappe ·
20e etappe ·
21e etappe
Startlijst · Eindstanden · Afbeeldingen